# Anthony Hines
Anthony Hines (* 20. Jahrhundert) ist ein Drehbuchautor und Produzent für Film und Fernsehen.

## Leben
Hines tritt seit Mitte der 1990er-Jahre als Drehbuchautor für Film und Fernsehen in Erscheinung und arbeitet häufig mit Sacha Baron Cohen zusammen. Er gehört zu den Autoren von Borat – Kulturelle Lernung von Amerika, um Benefiz für glorreiche Nation von Kasachstan zu machen und wurde hierfür gemeinsam mit Sacha Baron Cohen, Peter Baynham, Dan Mazer und Todd Phillips für den Oscar in der Kategorie Bestes adaptiertes Drehbuch nominiert. Diesen Film produzierte er auch, außerdem war er als Autor an der Fortsetzung Borat Anschluss Moviefilm (2020) beteiligt. Dieser brachte ihm und anderen Beteiligten den NDFS Award für den Besten Song ein. Außerdem folgte 2021 eine weitere Oscar-Nominierung.
Seit 2011 ist er auch gelegentlich als Produzent tätig. Dreimal war er für den Emmy nominiert. Im Sommer 2021 wurde Hines Mitglied der Academy of Motion Picture Arts and Sciences.

## Filmografie (Auswahl)
Drehbuch
- 2000–2004: Da Ali G Show (Fernsehserie)
- 2006: Borat – Kulturelle Lernung von Amerika, um Benefiz für glorreiche Nation von Kasachstan zu machen (Borat: Cultural Learnings of America for Make Benefit Glorious Nation of Kazakhstan)
- 2009: Brüno
- 2018: Who Is America? (Fernsehserie)
- 2020: Borat Anschluss Moviefilm (Borat Subsequent Moviefilm)

Produktion
- 2012: Der Diktator (The Dictator)
- 2016: Der Spion und sein Bruder (Grimsby)